# 片瀬山

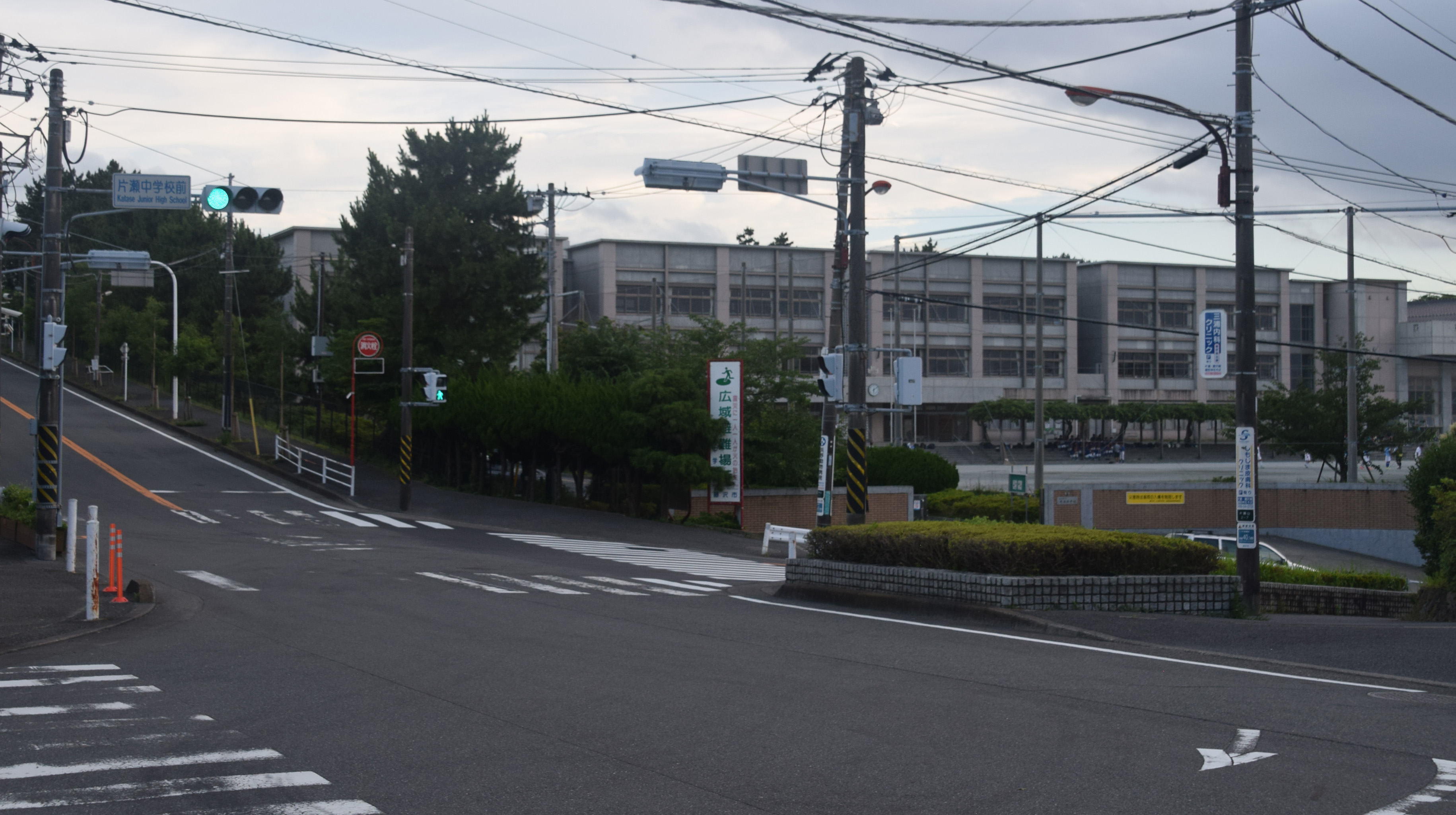
片瀬中学校前の変則十字交差点。右の道は国道467号（藤沢駅～江の島）の片瀬山入口信号から東へ向ってくる広い道。

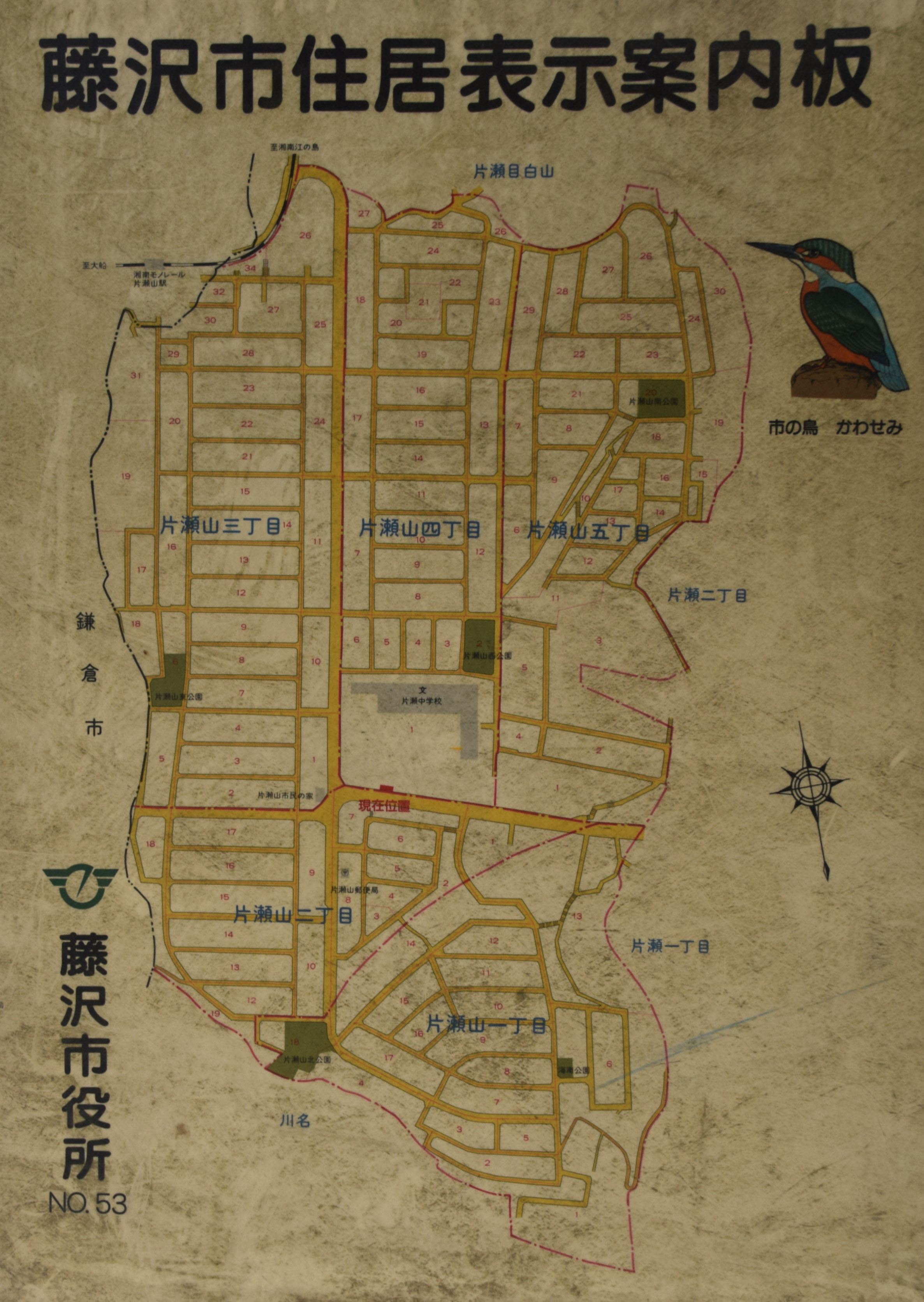
片瀬山一丁目～五丁目の区分け。北はこの図の下方。図中央の左右の太い道路は、右が国道467号の片瀬山入口交差点から。

片瀬山（かたせやま）とは、神奈川県藤沢市の南東部にある地名を指し座標: 北緯35度19分11.7秒 東経139度29分15.2秒 / 北緯35.319917度 東経139.487556度、片瀬山一丁目～五丁目がある。1889年まで片瀬村と呼ばれた大字、または1947年までは鎌倉郡に属していた片瀬町で、現在は片瀬と共に藤沢市の13ある行政地区のひとつとして片瀬市民センターが行政を分担している片瀬地区にあり、片瀬が歴史ある場所であるのに対して、片瀬山は1960～1970年代に住宅開発された新開地である。

## 地理

### 位置と範囲
現在の片瀬地区は、西を鵠沼地区、北東を村岡地区、南東を鎌倉市腰越地区と接する。旧大字の片瀬は、近世以来の片瀬村の範囲とほぼ重なる。
旧片瀬村と旧江島村との関係を整理すると、次のような経緯がある。
- 1889年（明治22年）4月1日 - 町村制施行により、片瀬村と江島村が合併し川口村となる。
- 1933年（昭和8年）4月1日 - 川口村が町制施行し片瀬町となる。
- 1947年（昭和22年）4月1日 - 鎌倉郡片瀬町、藤沢市へ編入合併される。

### 自然環境

#### 地形・地質
片瀬地区の地形は、東部の丘陵と西部の低地に二分でき、片瀬山はこの丘陵部分である。これは 三浦丘陵の北西端をなす第三紀丘陵で、「片瀬山」と総称されていて、海抜は36m（南北バス道）～48m（片瀬目白山の湘南白百合学園中学校・高等学校）。部分的には小高い部分を「駒立山」「赤山」「目白山」「龍口山」などと呼んでいた。基盤は第三紀三浦層群の凝灰質砂礫岩で、上部には洪積層の関東ロームが厚く堆積する。全体として海岸段丘を形成していたが、解析が進み、平坦面はほとんど残っていない。浸食谷には谷戸田が見られたが、現在は完全に消滅した。北部丘陵斜面には横穴古墳群が見られ、農業用倉庫に用いられたり、戦時中には防空壕になったりしたが、現在はほとんど残っていない。
丘陵上部は、古来薪炭林あるいは屋根材用の萱場として利用されてきた。享保13年（1728年）に相州炮術調練場（鉄炮場）が設置されてからは「下げ矢」という下方射撃訓練の発射場ともなった。南部の龍口山には小田急開通を機に「龍口園」という遊園地（現在の片瀬山公園の辺り）が設けられ、江の島へのロープウェー架設も計画されたが、世界恐慌で間もなく廃園に追い込まれた。1950年代にはゴルフ場が開設されたが、長続きせず、1960年代に三井不動産による片瀬山住宅地開発がはじまり、今日に至っている。陸繋島江の島もこの丘陵の続きである。

#### 気候・植生
南部ほど顕著な海洋性気候が見られる。気温の変化は冬の冷え込みが弱く、年較差が相対的に小さい。降水量は初秋の秋霖・台風期にピークがあり、梅雨期がこれに次ぐ。風向は年間を通して季節風よりも海陸風の影響が顕著である。丘陵の自然植生はオニシバリ－コナラ群集が多くを占めるほか、イノデ－タブノキ群集の自然林もみられる暖帯林。

#### 鎌倉の外縁
源頼朝が鎌倉に入ると、その裏鬼門方向の「七里結界」の外側にあった腰越・片瀬は鎌倉の入口として、あるいは外縁としての位置づけが与えられた。典型的な例が処刑場である。治承4年（1180年）には大庭景親父子が片瀬河原で処刑され、鎌倉時代後半には龍口に刑場が設けられた。文永8年（1271年）9月12日には日蓮龍口法難の舞台になったし、元の使者杜世忠らが処刑されたことでも知られる。鎌倉幕府滅亡後も龍口刑場は存続し、北条時行もここで処刑されている。

#### 別荘地から住宅地へ
1950年代、片瀬山丘陵の地形を利用して、佐藤和三郎の手でゴルフ場が開設されたが、長続きしなかった。その跡地に1967年（昭和42年）から1977年（昭和52年）にかけて三井不動産の手で開発されたのが「片瀬山住宅地」である。ここは道路も整然とした戸建て住宅の集合体である。

### 地名
古くは、方瀬、潟瀬、肩瀬、固瀬などとも書かれた。

#### 住居表示
現在の片瀬地区における住居表示実施の経緯は次のとおり。
- 1965年（昭和40年）10月1日 - 片瀬海岸二・三丁目
- 1966年（昭和41年）10月1日 - 片瀬海岸一丁目、片瀬一-五丁目[5]、江の島一・二丁目
- 1973年（昭和48年）10月1日 - 片瀬山一-五丁目、片瀬目白山、片瀬二丁目（区域変更）

#### 地名の由来
片瀬川（境川の下流）の曲流により、攻撃面が渕、堆積面が瀬になるからというのが一般的な通説である。しかし、これはどの川にも当てはまるので、理由としては根拠に乏しい。砂浜の傾斜がきわめて緩やかで、島陰などのため寄せ波の力が弱い場合、浜堤はあまり発達せず内陸まで波が寄せ、それが引き波になる頃には次の寄せ波が打ち寄せるように見えることがある。このような波を片瀬波といい、片瀬の地名はそれによって名付けられたとの説もある。

### 地価
住宅地の地価は、2023年（令和5年）1月1日の公示地価によれば、片瀬山1-7-16の地点で17万4000円/m2となっている。

## 歴史
片瀬地区の歴史から片瀬山に関する項目を抜き書きすると、次の通り。
- 1947年（昭和22年）4月1日 - 鎌倉郡片瀬町、藤沢市へ編入合併される。
同年5月1日 - 片瀬町国民学校、藤沢市立片瀬小学校となる。
同年5月5日 - 藤沢市立片瀬中学校、藤沢市片瀬148番地に開校。

- 1949年（昭和24年）4月1日 - 藤沢市役所片瀬支所、開設。
同年8月14日 - 佐藤和三郎、片瀬山に江の島カントリーゴルフ場（9ホール）を開設。クラブハウスとして江の島ホテル開業。

- 1967年（昭和42年） - 藤沢市立片瀬中学校、藤沢市片瀬山4-1-1に移転。
同年 - 三井不動産、片瀬山住宅地開発、着工。

- 1971年（昭和46年）7月 - 湘南モノレール江の島線が全線開通。片瀬山駅（鎌倉市側にある）、目白山下駅、湘南江の島駅が開業。

- 1976年（昭和51年）5月27日 - 片瀬山市民の家、開設。
同年10月1日 - 藤沢市役所片瀬支所に片瀬公民館を併設。
- 1977年（昭和52年） - 三井不動産による片瀬山住宅地開発、竣工。

- 1992年（平成4年）4月1日 - 主要地方道11号鎌倉片瀬藤沢線、藤沢町田線と共に国道467号に昇格。

## 地域の特色
片瀬山は全体的に住宅地であるが、藤沢市立片瀬中学校正門前はスーパー、薬屋、銀行出張所、郵便局、コーヒーショップ、バス停などの多少の商業施設がある。
片瀬山全域は都市計画法等に基づく市の指定により「第一号片瀬山風致地区・第一種低層住居専用地域」が指定され、建蔽率や建造物の高さ、色彩、敷地面積に至るまで厳しく規制が掛けられている。これに加えて、建築協定と申し合わせ（申合せ）（いわゆる50坪規制）があり、良好な片瀬山の住環境の維持のために土地・建物に関して基準を定めて、建築協定・申合せを運営管理するための２つの委員会が片瀬山自治会で組織されている。
片瀬山は一丁目から五丁目の区域で分けられ、各丁目に自治会が組織され、５つの自治会は強い連帯感のもと片瀬山自治会連絡会で活発に活動が行われている。

## 世帯数と人口
2023年（令和5年）9月1日現在（藤沢市発表）の世帯数と人口は以下の通りである。
| 丁目         | 世帯数    | 人口    |
| ------------ | --------- | ------- |
| 片瀬山一丁目 | 289世帯   | 684人   |
| 片瀬山二丁目 | 274世帯   | 609人   |
| 片瀬山三丁目 | 498世帯   | 1,163人 |
| 片瀬山四丁目 | 310世帯   | 667人   |
| 片瀬山五丁目 | 327世帯   | 775人   |
| 計           | 1,698世帯 | 3,898人 |

### 人口の変遷
国勢調査による人口の推移。
| 年                 | 人口  |
| ------------------ | ----- |
| 1995年（平成7年）  | 4,176 |
| 2000年（平成12年） | 4,260 |
| 2005年（平成17年） | 4,204 |
| 2010年（平成22年） | 4,156 |
| 2015年（平成27年） | 4,006 |
| 2020年（令和2年）  | 3,973 |

### 世帯数の変遷
国勢調査による世帯数の推移。
| 年                 | 世帯数 |
| ------------------ | ------ |
| 1995年（平成7年）  | 1,486  |
| 2000年（平成12年） | 1,631  |
| 2005年（平成17年） | 1,676  |
| 2010年（平成22年） | 1,710  |
| 2015年（平成27年） | 1,669  |
| 2020年（令和2年）  | 1,708  |

## 学区
市立小・中学校に通う場合、学区は以下の通りとなる（2015年6月時点）。
| 丁目         | 番地 | 小学校             | 中学校             |
| ------------ | ---- | ------------------ | ------------------ |
| 片瀬山一丁目 | 全域 | 藤沢市立新林小学校 | 藤沢市立片瀬中学校 |
| 片瀬山二丁目 | 全域 | 藤沢市立新林小学校 | 藤沢市立片瀬中学校 |
| 片瀬山三丁目 | 全域 | 藤沢市立片瀬小学校 | 藤沢市立片瀬中学校 |
| 片瀬山四丁目 | 全域 | 藤沢市立片瀬小学校 | 藤沢市立片瀬中学校 |
| 片瀬山五丁目 | 全域 | 藤沢市立片瀬小学校 | 藤沢市立片瀬中学校 |

## 事業所
2021年（令和3年）現在の経済センサス調査による事業所数と従業員数は以下の通りである。
| 丁目         | 事業所数 | 従業員数 |
| ------------ | -------- | -------- |
| 片瀬山一丁目 | 12事業所 | 65人     |
| 片瀬山二丁目 | 12事業所 | 62人     |
| 片瀬山三丁目 | 20事業所 | 47人     |
| 片瀬山四丁目 | 7事業所  | 70人     |
| 片瀬山五丁目 | 11事業所 | 25人     |
| 計           | 62事業所 | 269人    |

### 事業者数の変遷
経済センサスによる事業所数の推移。
| 年                 | 事業者数 |
| ------------------ | -------- |
| 2016年（平成28年） | 38       |
| 2021年（令和3年）  | 62       |

### 従業員数の変遷
経済センサスによる従業員数の推移。
| 年                 | 従業員数 |
| ------------------ | -------- |
| 2016年（平成28年） | 163      |
| 2021年（令和3年）  | 269      |

## 施設
- 駅
  - 湘南モノレール
    - 片瀬山駅
    - 目白山下駅
- 行政施設
  - 警察施設
    - 藤沢警察署 片瀬山駐在所
- 郵便施設
  - 藤沢片瀬山郵便局
- 公立保育・集会施設
  - 地域子供の家
    - 片瀬子供の家（かたせこどもらんど）

  - 市民の家
    - 片瀬山市民の家

- 学校教育施設
  - 公立小学校
    - 藤沢市立片瀬小学校

  - 公立中学校
    - 藤沢市立片瀬中学校

  - 私立幼稚園
    - 片瀬山幼稚園（2017年閉鎖））- 付近には片瀬のぞみ幼稚園、西鎌倉幼稚園など

- 主な公園
  - 片瀬市民センターが管理する住区基幹公園
    - 海南公園（一丁目）、片瀬山北公園（二丁目）、片瀬山西公園（三丁目）、片瀬山東公園（四丁目）、片瀬山南公園（五丁目）

  - 指定管理者が管理する都市公園
    - 片瀬山公園（藤沢市まちづくり協会）
    - 新林公園（川名）[18]の北入口が片瀬山北公園にある

- 医療施設
  - 及川医院
  - 片瀬山内科医院
  - やまだ内科クリニック
  - 片瀬山眼科
  - 片瀬山歯科
  - ソワゾエ獣医科診療所

- 主要商業施設
  - スーパーマーケット「やまか」

## 文化財・名勝など
新開地なので文化財・名勝のたぐいはないが、地元民が「全国有数の景勝地」と推奨する富士見坂（片瀬山五丁目）があり、晴れた日には眼下に鵠沼と鵠沼海岸を見下ろすだけでなく、遠く茅ヶ崎海岸から大磯町まで見え、遠景に箱根の山々と富士山を望み、その左は駿河湾へ伸びる伊豆の山々、その右には丹沢山地がよく見える。

## ギャラリー

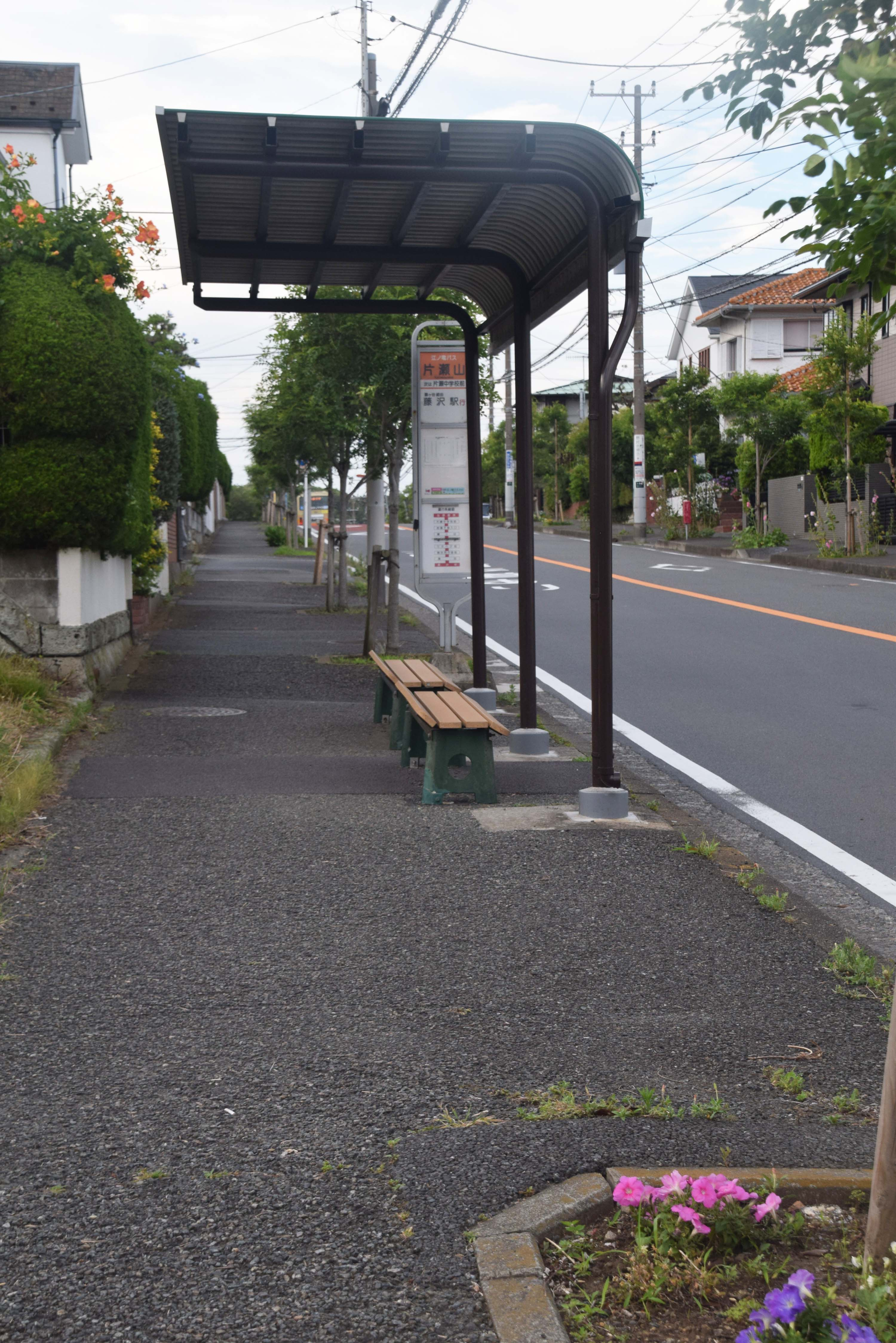
片瀬山バス停で
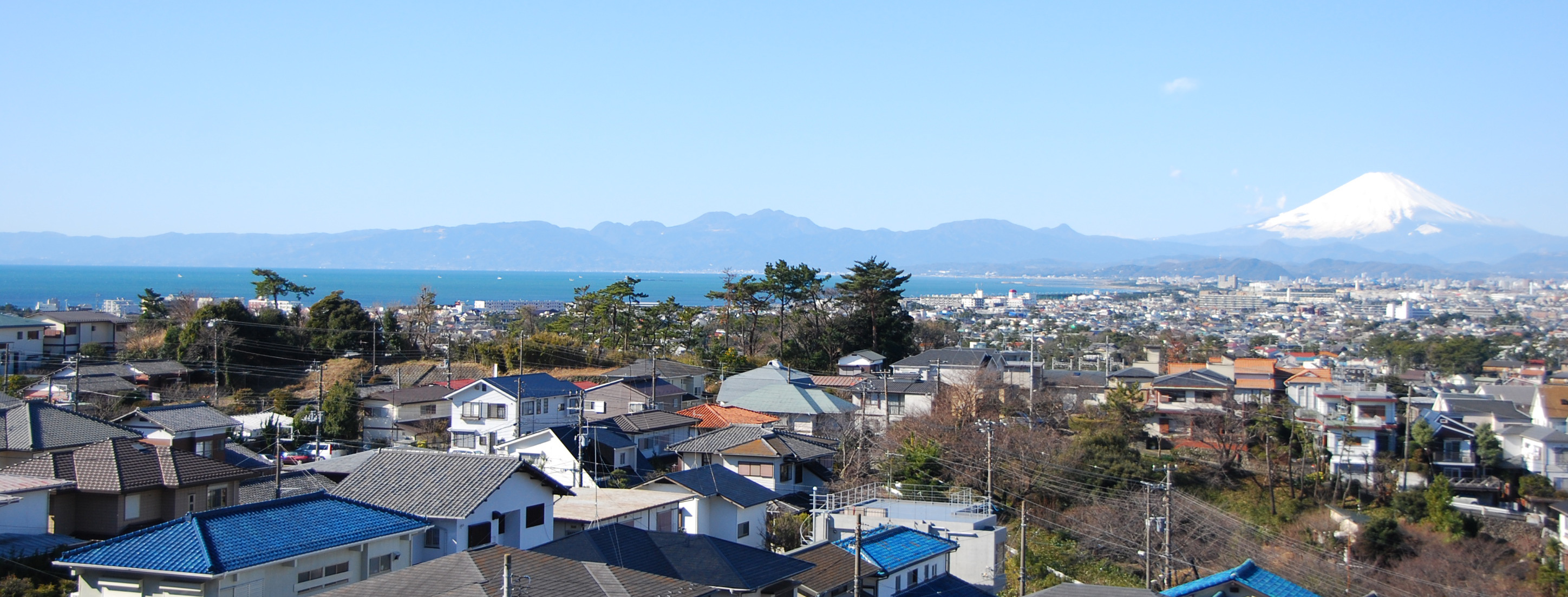
「富士見坂」で、駿河湾、富士山、箱根と伊豆半島の山々を見渡す
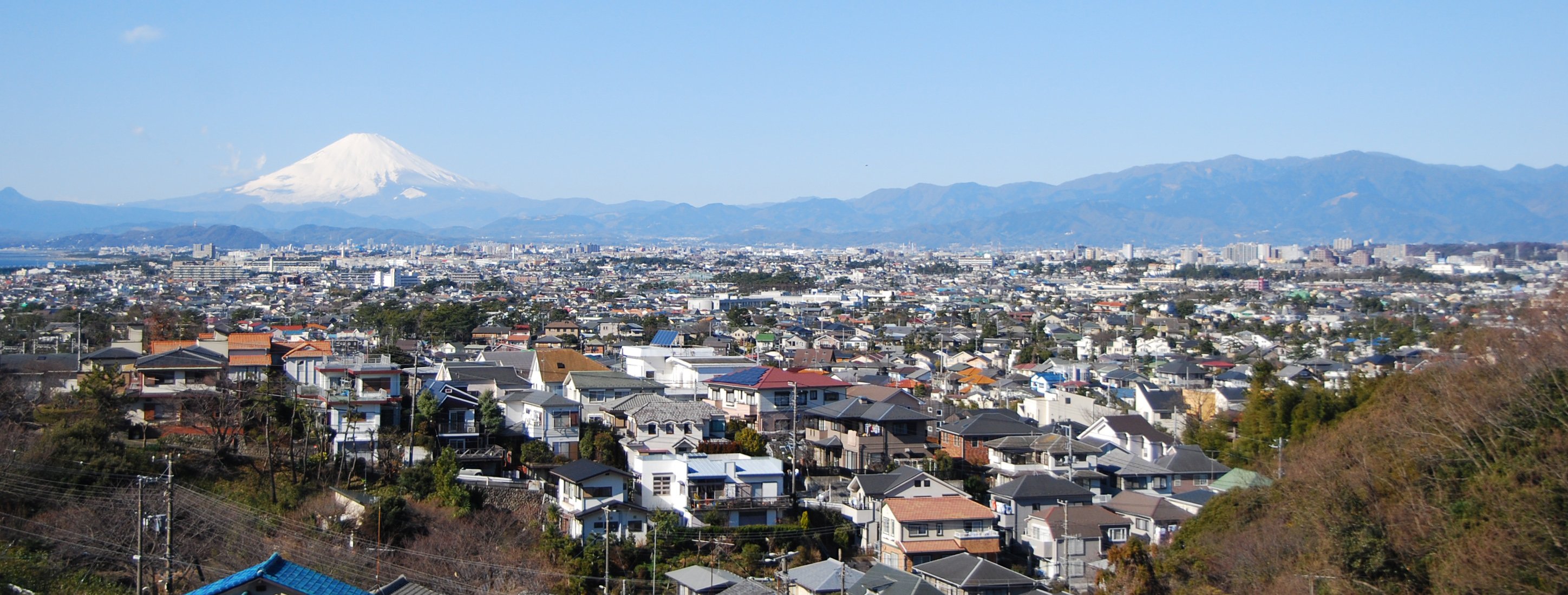
「富士見坂」で、富士山から丹沢山地を見渡す

## 年中行事
- 1月 - 片瀬地区新年賀詞交歓会
- 2月 - 合同防災学習会
- 4月 - 片瀬海岸清掃 (片瀬西浜)
- 5月 - 避難施設開設訓練
- 10月 - 片瀬地区レクリエーション大会
- 11月 - 安否確認訓練・防災訓練

## 地区内の交通機関
- 湘南モノレール江の島線 - 片瀬山駅、目白山下駅
- 江ノ電バス（参照：江ノ電バス湘南営業所#片瀬山循環線）
  - （江501）：藤沢駅（南口）-（循環）藤ヶ谷 - 片瀬山 - 手広 - 富士見ヶ丘 - 藤沢駅（南口）
  - （江503）：藤沢駅（南口）- 藤ヶ谷 - 片瀬山 - 津村
  - （江504）：藤沢駅（南口）- 藤ヶ谷 - 片瀬山 - 手広 - 湘南車庫
- 京浜急行バス
  - 船6：大船駅 - 江の島（片瀬山入口、目白山下、竜口寺、東浜、江ノ島海岸）
  - 鎌6：鎌倉駅 - 江の島（片瀬山入口）

道路では、国道467号の藤沢駅～江の島の片瀬山入口信号から東へ向かう広い道を境川・岩屋不動入口バス停を過ぎで坂を上がり、突き当たりの信号が片瀬中学校前バス停。ここは変則十字交差点になっていて、左は平地で片瀬山一、二丁目へ、右はさらに坂を上り片瀬山三、四丁目の片瀬山バス停を経て、湘南モノレール江の島線（大船駅～江の島）直下の藤沢市道片瀬西鎌倉線（現在は通行無料）の片瀬目白山交差点へ出る。

## 文学
獅子文六著『大番』（1956～1958年）の主人公・ギューちゃん（赤羽丑之助）は、片瀬山に江の島カントリーゴルフ場を作った証券会社社長・佐藤和三郎がモデルといわれていて 、『大番』には「大磯パブリック・ゴルフ場」で登場する。

## その他

### 日本郵便
- 郵便番号 : 251-0033[3]（集配局 : 藤沢郵便局[21]）。